# بيتر إي. كوستيلو
بيتر إي. كوستيلو (بالإنجليزية: Peter E. Costello)‏ هو سياسي أمريكي، ولد في 27 يونيو 1854 ببوسطن في الولايات المتحدة، وتوفي في 23 أكتوبر 1935 في نفس البلد. حزبياً، نشط في الحزب الجمهوري. وقد انتخب عضو مجلس النواب الأمريكي.